# Jacob Barsøe
Jacob Jepsen Barsøe (* 21. September 1988 in Vejle) ist ein dänischer Ruderer und zweifacher Weltmeister im Leichtgewichts-Vierer ohne Steuermann. Bei den Olympischen Sommerspielen 2016 in Rio de Janeiro gewann er die Silbermedaille.

## Karriere
Barsøe belegte mit dem Leichtgewichts-Vierer ohne Steuermann bei den Europameisterschaften 2008 den siebten Platz. 2009 trat Barsøe mit Lasse Dittmann im Leichtgewichts-Zweier ohne Steuermann an, die beiden belegten den sechsten Platz bei den Weltmeisterschaften 2009. 2010 ruderte Barsøe bei den Europameisterschaften im Leichtgewichts-Achter, mit dem er die Silbermedaille hinter dem italienischen Boot gewann. 2011 gewann der dänische Leichtgewichts-Vierer ohne Steuermann in der Aufstellung Kasper Winther, Morten Jørgensen, Jacob Barsøe und Eskild Ebbesen die ersten zwei Regatten im Weltcup, bei den Weltmeisterschaften belegten die Dänen den fünften Platz. Im Jahr darauf erreichte der dänische Leichtgewichts-Vierer in der Besetzung des Vorjahres das olympische Finale und gewann die Bronzemedaille. 2013 gewannen Winther, Barsøe, Jacob Larsen und Jørgensen die Titel bei den Europameisterschaften in Sevilla und bei den Weltmeisterschaften in Korea. Anfang Juni 2014 gewannen die vier Dänen auch den Titel bei den Europameisterschaften 2014. Ende August 2014 folgte dann der Titelgewinn bei den Weltmeisterschaften in Amsterdam. 2015 trat der dänische Vierer in der Besetzung Kasper Winther, Jens Vilhelmsen, Jacob Barsøe und Jacob Larsen an und gewann die Bronzemedaille bei den Europameisterschaften hinter den Booten aus der Schweiz und aus Frankreich. Bei den Weltmeisterschaften 2015 erhielten die Dänen Silber hinter den Schweizern und vor den Franzosen. Ein Jahr darauf gewannen bei den Olympischen Spielen in Rio de Janeiro erneut die Schweizer vor den Dänen und den Franzosen.
Barsøe hat bei einer Körpergröße von 1,88 Metern ein für Leichtgewichte typisches Wettkampfgewicht von etwa 73 Kilogramm. Er rudert für den Roskilde Roklub.

## Leben
Barsøe ist Student an der Copenhagen Business School.